# Friedrich Siemens

Friedrich Siemens

Friedrich Siemens (* 8. Dezember 1826 in Menzendorf; † 24. Mai 1904 in Dresden, vollständiger Name: Friedrich August Siemens) war ein deutscher Unternehmer aus der Familie Siemens und ein Bruder von Werner von Siemens.

## Leben
Als elftes Kind des Gutspächters Christian Ferdinand Siemens (1787–1840) und dessen Ehefrau Eleonore Henriette Siemens geb. Deichmann (1792–1839) wurde Friedrich als sogenanntes 7-Monats-Kind geboren, darum war seine geistige und körperliche Entwicklung sehr verzögert. Da die Eltern sehr früh starben, wuchs Friedrich bei einem Onkel auf.

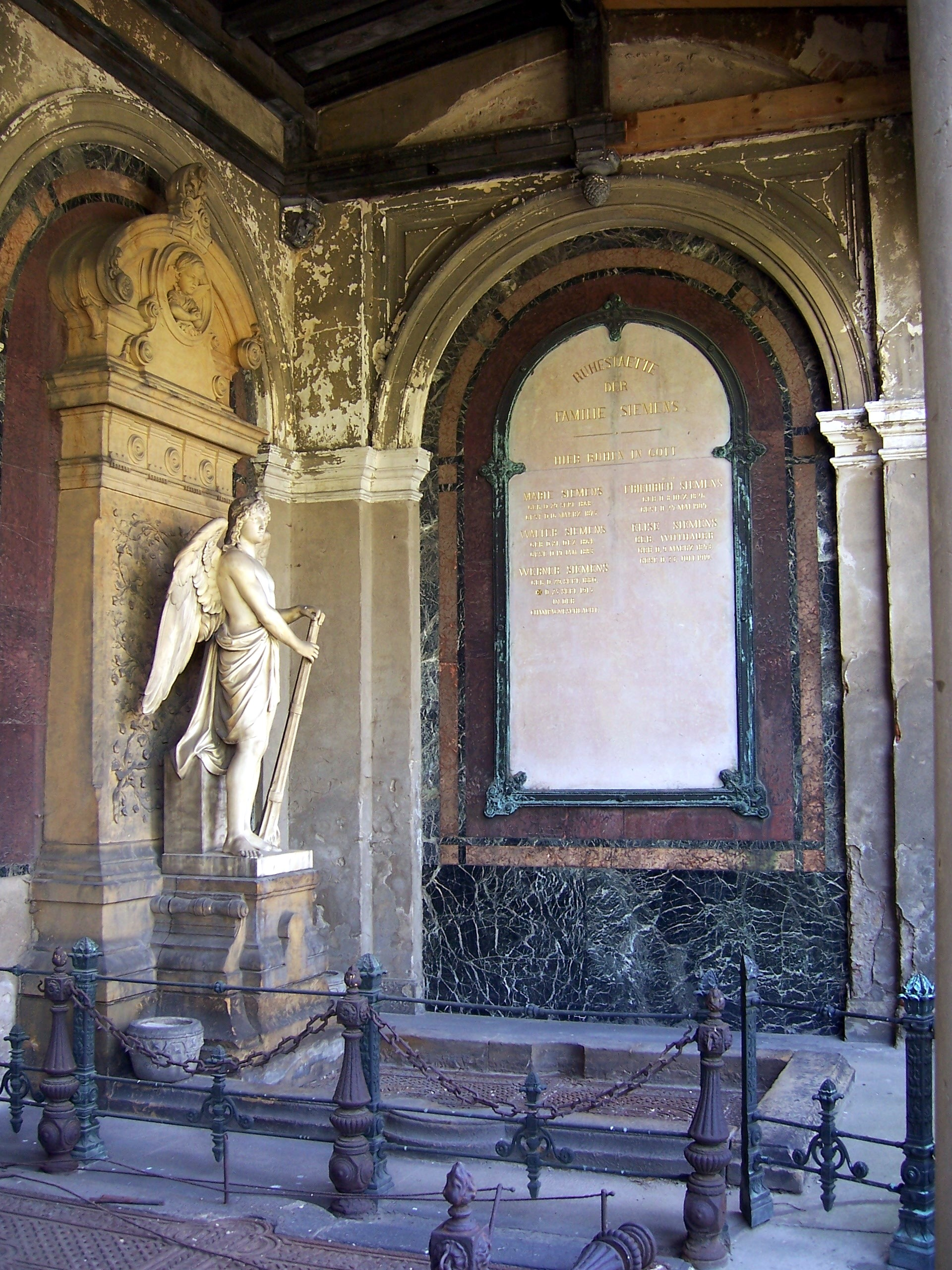
Grab von Friedrich Siemens auf dem Neuen Annenfriedhof

Am 24. Januar 1864 heiratete Friedrich Siemens Elise Witthauer, Tochter des Forst- und Domäneinspektors Johann Georg Witthauer in Israelsdorf bei Lübeck (* ebenda 9. März 1843; † 22. Juli 1919 Dresden). Das Ehepaar hatte sechs Kinder:
- Walter (* 21. Dezember 1864; † 19. Januar 1883 an Lungentuberkulose)
- Lisbet (* 4. März 1866; † 24. April 1947 in Dresden), seit 20. Mai 1889 verheiratet mit dem damaligen Premierleutnant Georg von Gersdorff
- Marie (* 29. Oktober 1868; † 16. März 1875)
- Friedrich Carl Siemens (* 6. Januar 1877; † 25. Juni 1952), verheiratet mit Bertha geb. Gräfin Yorck von Wartenburg (1899–1950), Tochter von Graf Heinrich Yorck von Wartenburg, vier Kinder; Er übernahm 1946–1948 für seinen vorübergehend internierten Neffen Hermann von Siemens den Vorsitz der Aufsichtsräte der Siemens & Halske AG und der Siemens-Schuckertwerke AG. Teile seiner privaten Kunstsammlung gelangten nach dem Zweiten Weltkrieg in die Sowjetunion, sie befinden sich heute in der Eremitage in Sankt Petersburg.
- Werner Ferdinand Siemens (* 29. September 1880; † 25. September 1915), Ingenieur in Dresden, seit 25. April 1908 verheiratet mit Maria Cassinone geb. Dölling (* 23. Oktober 1872 in Karlsruhe; † 31. Oktober 1944 in Wien), gefallen als Rittmeister in der Herbstschlacht in der Champagne; Er hinterließ zwei Töchter, Katrin genannt „Nini“ Siemens (1909–1978) und Dorothea genannt „Dorle“ Siemens (1912–1987).
- Wilhelm Otto genannt „Willi“ Siemens (* 7. August 1882; † 21. Dezember 1945 in Dresden)

Im Gegensatz zu seinem Bruder wurde er nicht geadelt und trägt damit auch nicht den Namen von Siemens.
Siemens starb 1904 in Dresden. Sein Grab befindet sich auf dem Neuen Annenfriedhof in Dresden-Löbtau. Die Grabfigur schuf Bildhauer Johannes Schilling.

## Leistungen
Mit 15 Jahren entschied er sich, als Schiffsjunge anzuheuern. Später war Friedrich Siemens zunächst in dem Unternehmen seines Bruders in Großbritannien tätig. Er entwickelte 1856 einen Regenerativschmelzofen mit Gasbefeuerung (Siemens-Martin-Ofen). Für seine Erfindung erhielt er am 2. Dezember 1856 das britische Patent No. 2861 mit dem Titel „Improved Arrangement of Furnaces, which improvements are applicable in all cases where great heat is required“.
1856 gründete er ein Ofenbau-Unternehmen in Dresden, die spätere Friedrich Siemens Industrieofenbau (FSI). 1862 gründete sein Bruder Hans Siemens zur kommerziellen Auswertung dieser Erfindung die Dresdner Glasfabrik.
1867 übernahm Friedrich Siemens von seinem verstorbenen Bruder Hans die Glasfabrik in Dresden-Löbtau. 1868 wurde der kontinuierlich arbeitende Wannenofen mit Regenerativfeuerung für die Massenerzeugung von Glas eingeführt. Die Produktionsmenge stieg um das 66fache auf zwei Millionen Flaschen monatlich.
1871 erfolgte der Kauf einer zweiten Glashütte in der Nähe von Dresden. Die 1822 von Adolf Theodor Roscher gegründete königliche „Friedrichshütte“ (Dresdner Straße in Freital-Döhlen) wurde nach dessen Tod 1861 in eine Aktiengesellschaft umgewandelt und wechselte mehrmals den Besitzer, bis Friedrich Siemens das Werk übernahm. 1879 wurde in Neusattl bei Elbogen (Böhmen) ein neues Zweigwerk gegründet.

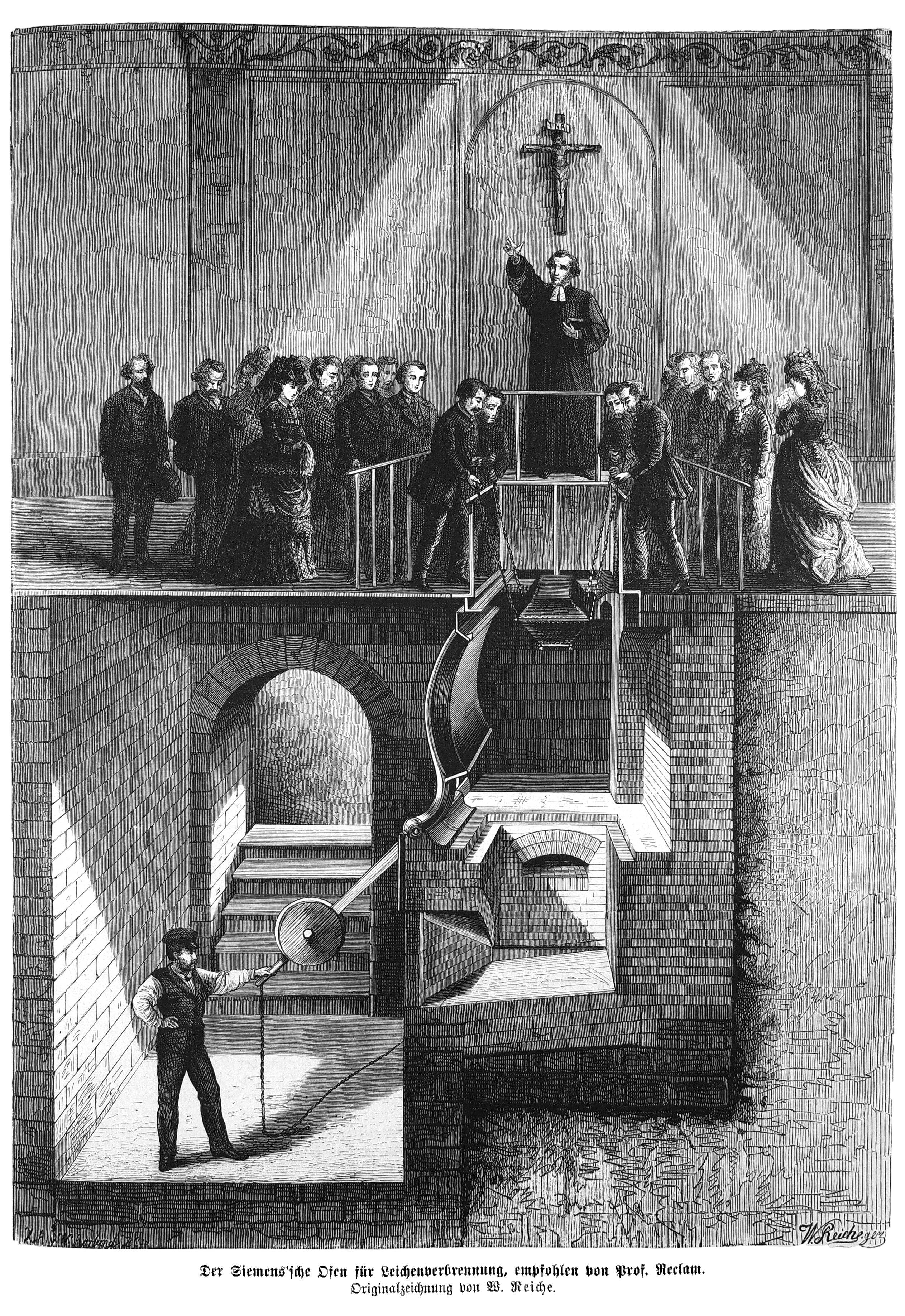
Der Siemens’sche Ofen für Leichenverbrennung, zeitgenössische Darstellung von 1874

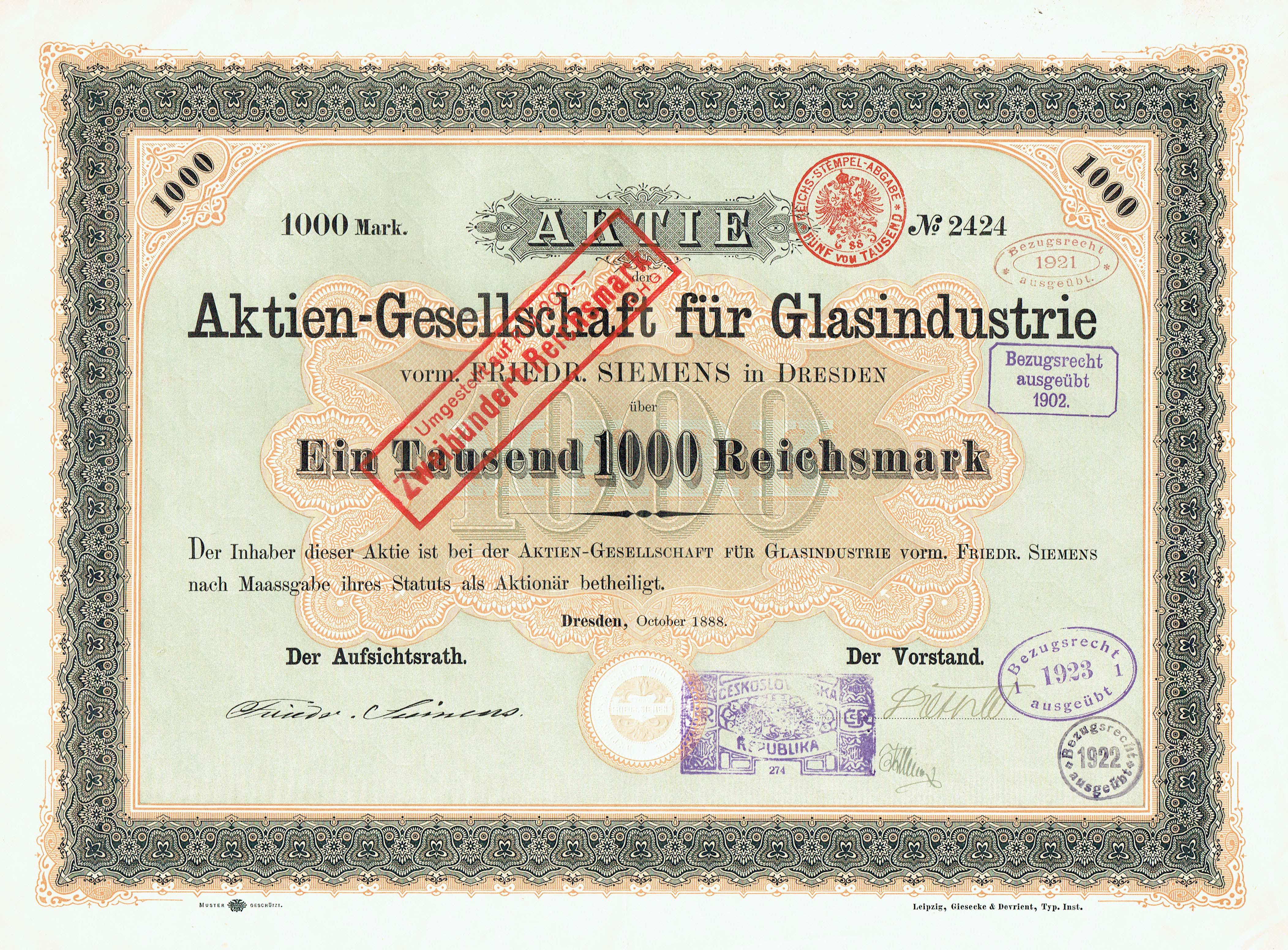
Aktie über 1000 Mark der AG für Glasindustrie vorm. Friedr. Siemens vom Oktober 1888

1874 beauftragte der Dresdner Mediziner Friedrich Küchenmeister Siemens mit der Konstruktion eines Krematoriumofens. Am 9. Oktober 1874 fand in Dresden in dem von Siemens entwickelten Regenerationsofen (im damaligen Siemens-Glaswerk Dresden) die weltweit erste Einäscherung in geschlossenem Feuer statt.
1888 wandelte Friedrich Siemens seine Betriebe in eine Aktiengesellschaft um, die Firma lautete Aktiengesellschaft für Glasindustrie vormals Friedrich Siemens. Er pachtete 1894 den Seltersbrunnen in Niederselters und zudem den Mineralbrunnen Staatl. Fachingen, den seine Erben bis 1995 betrieben. 1958 gründeten diese die das Unternehmen Siemens & Co., das bis heute das Emser Salz produziert.
1900 erhielt er die erste Ehrendoktorwürde der Technischen Hochschule Dresden. Die Kurzlaudatio lautete: „Wegen seiner unvergänglichen Verdienste, die er sich durch die Erfindungen des Regenerativofens zur Erzeugung hoher Temperaturen, des Wannenofens zum Erschmelzen von Glas, des Regenerativbrenners zur Herstellung stark leuchtender Flammen und der chemischen Regeneration der Wärme der Flammengase hoch erhitzter Öfen erworben hat.“